# Festa della vendemmia di Montmartre
La festa della vendemmia di Montmartre (Fête des vendanges de Montmartre in francese) è una festa che celebra annualmente, dal 1934, i vini prodotti nel vigneto della collina di Montmartre, il Clos-Montmartre, a Parigi. L'appezzamento, grande circa 1500 m²,  si trova in un pittoresco angolo tra Rue de Saules e Rue Saint-Vincent, sui fianchi della collinetta (la butte in francese): si tratta dell'unica vigna dell'intera area metropolitana della capitale.
La festa si svolge nell'arco di un fine settimana lungo (3 giorni), intorno al 7 di ottobre, e conta la presenza di numerose confraternite gastronomiche, sfilate in costumi d'epoca, gazebi enogastronomici ed espositori provenienti dalle maggiori cantine di tutta la Francia.

L'evento coniuga gastronomia, cultura e vocazione sociale: la totalità dei proventi, ricavati dalla vendita delle 1.500 bottiglie prodotte dal vigneto, è destinata ad opere sociali nel XVIII arrondissement (dove appunto si trovano Montmartre e la sua vigna), gestite dal "Comitato per le feste e l'azione sociale del XVIII". La festa è organizzata e finanziata principalmente dall'amministrazione comunale dello stesso arrondissement.
Il vino prodotto a Clos-Montmartre, imbottigliato in bottiglie da 50cl, viene invecchiato nelle cantine del municipio. Le bottiglie vengono poi dipinte da artisti famosi -anche Modigliani partecipò all'iniziativa- e battute all'asta in casse da sei bottiglie ciascuna.
L'evento costituisce una notevole attrazione turistica in sé stesso: l'edizione 2009 ha contato 500.000 visitatori.